# Miracle économique grec

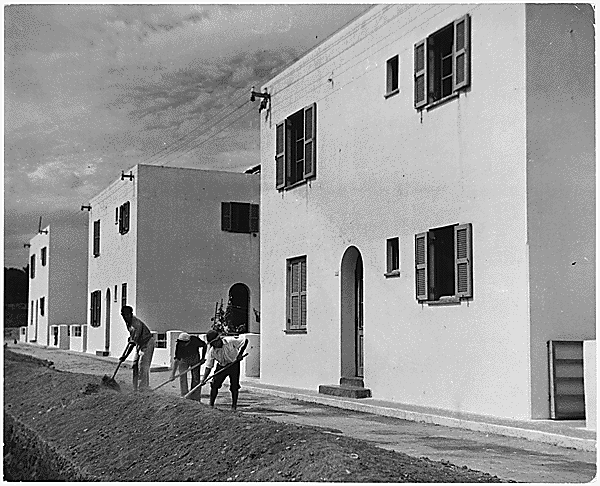
Travailleurs reconstruisant des maisons dans le cadre du plan Marshall, début des années 1950.

Le miracle économique grec est la période de forte croissance économique que connaît la Grèce aux lendemains de la Seconde Guerre mondiale et jusqu'au début des années 1970. Le pays connaît un développement spectaculaire de son industrie et le passage rapide d'une économie jusqu'alors très agraire à une économie de services. Durant deux décennies, la croissance du produit intérieur brut (PIB) hellène est en moyenne de 7, 7 %, seulement dépassé par le Japon.

## Contexte historique
La Grèce moderne voit le jour au XIXe siècle, à la suite d'une guerre d'indépendance contre l'Empire ottoman. Contrairement à d'autres pays du continent, la Grèce n'arrive que tardivement dans la Révolution industrielle : il faut attendre les années 1870 pour que le pays connaisse véritablement des avancées économiques notables (le chemin de fer n'arrive qu'en 1869, à l'époque où l'Europe occidentale s'est déjà dotée de grands axes ferroviaires et où la Railway mania s'essouffle). L'instabilité politique n'aide guère à construire une économie stable, mais l'action d'Alexandros Koumoundouros, de Charílaos Trikoúpis et Elefthérios Venizélos va permettre au pays de développer une industrie nationale. La première moitié du XXe siècle est particulièrement difficile pour le pays : conséquences de la guerre gréco-turque, du coup de Goudi, des guerres balkaniques, de la Première Guerre mondiale, instabilité chronique de l'entre-deux-guerres qui se solde par le régime autoritaire de Ioánnis Metaxás (régime du 4-Août), la Seconde Guerre mondiale et la guerre civile entre 1946 et 1949. Tout ce passé tumultueux et douloureux a freiné l'expansion économique. Au sortir du conflit mondial et des déchirements de la guerre civile, la Grèce est exsangue. L'occupation a été particulièrement violente. L'économie grecque a été pillée et systématiquement détruite par les forces d'Occupation, bulgares, allemandes et italiennes entre 1941 et 1944. Les politiques de privation ont conduit à une hyperinflation de la drachme. L'hiver 1942 est particulièrement cruel et douloureux pour la population qui doit subir de lourdes restrictions alimentaires, causant ainsi une famine terrible. Durant le conflit, le pays a perdu entre 8 % et 9 % de sa population ; en 1945, la production agricole est inférieure de plus de 50 % à ce qu’elle était en 1939 et la moitié des ouvriers et paysans sont au chômage ; 65 % des véhicules à moteur, 95 % du matériel roulant des chemins de fer, 70 % des ponts et plus de 50 % du réseau routier sont détruits ou inutilisables ; la circulation monétaire est passée de 24 millions à 68 milliards de drachmes de 1941 à 1944, et le litre d’huile de 50 à 400 000 drachmes. 900 villages ont été totalement rasés, 500 autres en partie détruits.
À la différence du reste du continent, le pays ne connaît pas une « Libération heureuse » à la fin de la guerre. Le joug de l'Occupation est remplacé par la division fratricide entre socialistes, communistes contre royalistes et britanniques qui soutiennent pour des raisons purement stratégiques la monarchie hellène. Il faut attendre les années 1950 pour que la Grèce panse ses plaies, et commence doucement à construire un avenir pérenne.
La situation géographique de la Grèce fut longtemps un frein à la croissance économique. Le pays est isolé du marché européen, loin des centres névralgiques que sont Londres, Paris, Francfort et Vienne. L'Orient-Express a permis partiellement le désenclavement de la péninsule hellénique avec une liaison pour Athènes via Thessalonique. Le monde balkanique est une poudrière instable et n'est guère enclin au commerce dans la première moitié du XXe siècle. Dans l'après-guerre, seule la Grèce est vue comme une potentielle candidate à la Communauté économique européenne.

## Expansion économique
Ainsi, la forte croissance que connaît le pays dans les décennies 1950 et 1960 est une opportunité formidable. La Grèce intensifie ses échanges non seulement avec l'Europe occidentale, mais avec ses voisins les plus proches comme la Yougoslavie, désormais stable et économiquement attrayante (Belgrade profitant de sa position de non-alignée pour tirer profit non seulement des capitaux de l'Est, mais aussi de l'Ouest grâce à la politique de Tito). À l'instar de nombreux autres pays en Europe mais aussi dans le monde, la reconstruction se caractérise par une hausse de l'activité économique et un rehaussement des conditions de vie : Japon, Italie, Corée du Sud.

## Reconstruction

### Années 1950
La décennie 1950 est un véritable bouleversement pour la Grèce. Lorsque la guerre civile s'achève, on compte les victimes par milliers et les ruines sont encore fumantes. Si la monarchie est maintenue avec la victoire des royalistes et démocrates, il faut néanmoins opérer une reconstruction de l'identité nationale et ainsi faire une synthèse politique et sociale avec la gauche communiste.
Au début des années 1950, le PIB grec n'est guère au-dessus des 4 milliards de dollars USD et sa monnaie est très fluctuante. Vingt ans après, le PIB a atteint 16 milliards de dollars USD et sa population bénéficie du même niveau de vie que dans d'autres pays occidentaux[Lesquels ?].
Les gouvernements d'Aléxandros Papágos et de Sophoklís Venizélos (fils de l'illustre Premier Ministre Elefthérios Venizélos) sont certes démocrates-chrétiens, mais font adopter des mesures réconciliatrices :
- Réformes économiques : la Grèce bénéficie largement du plan Marshall pour entamer sa reconstruction industrielle (ports, usines, télécommunications). En octobre 1949, l'OTE (Οργανισμός Τηλεπικοινωνιών Ελλάδος, Organisme des Télécommunications Helléniques) est créé afin de couvrir l'intégralité du territoire en réseau téléphonique. Ce chantier est amorcé dans les années 1950 et s'étend sur une période de vingt ans[5]. En 1957, le TÉLEX devient opérationnel. EN 1955, un plan global d'électrification est adopté par l'État.
- Réformes sociales : les femmes, qui avaient obtenu le droit de vote aux élections municipales seulement en 1930, obtiennent le droit de vote sans aucune restriction. En 1951, le système de santé devient universel et couvre progressivement toute la population. En 1954, l’Organisation du travail chargé de l'emploi et du chômage est créé afin de couvrir et de réguler le chômage et le marché du travail national. En 1958, le gouvernement de Konstantínos Karamanlís introduit un soutien du revenu pour les groupes sociaux vulnérables, les familles d'enfants aveugles notamment qui n'étaient alors nullement considérés.
- Réformes de l'éducation : le gouvernement grec de Konstantínos Karamanlís est conscient du manque crucial d'ingénieurs, de scientifiques et de main d'œuvre. Au sortir de la guerre, les écoles sont en ruines, le matériel scolaire a été détruit ou perdu, et on manque de professeurs. En 1957, sous l'égide de Karamanlis, une commission universitaire est chargée d'établir une réforme en profondeur du système éducatif hellénique. Le rapport rappelle l'impérieuse nécessité qui incombe au gouvernement de diffuser une éducation non seulement « intellectuelle » mais qui vise aussi le développement économique du pays.

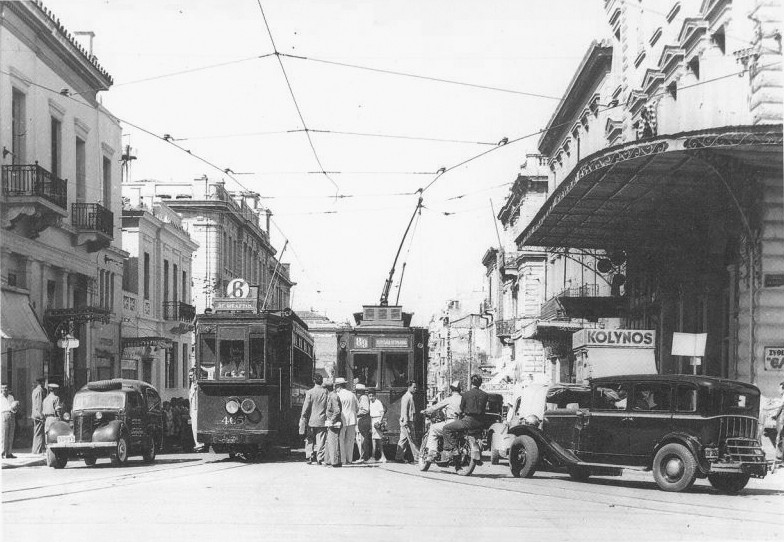
Place Omónia à Athènes, milieu des années 1950.

### Années 1960
Les années 1960 marquent l'apogée du tourisme en Grèce.[réf. nécessaire] Elles se caractérisent par une hausse sans précédent de la croissance. L'après-guerre voit la montée en puissance d'une nouvelle classe sociale : la classe moyenne, symbole de la réussite sociale et économique des Trente Glorieuses en Europe. Les classes moyennes constituent la stabilité même du modèle social occidental. Avec le développement de ces classes moyennes, le tourisme va être bouleversé. Les gouvernements mettent l'accent sur le tourisme et font la promotion du « mode de vie » grec, qui attirent foule de touristes américains, français, britanniques. En 1966, la télévision fait son apparition dans les foyers, ainsi que les lave-vaisselles et les machines à laver. L'automobile fait son apparition et se généralise. La Grèce est, au milieu des années 1960, au faîte de son apogée économique[réf. nécessaire] avec une croissance largement au-dessus des autres pays occidentaux (entre 7 % et 10 % en moyenne).
En 1964, le mariage du diadoque Constantin avec la princesse danoise Anne-Marie est l'occasion pour le pays de montrer au monde entier sa réussite économique. Dans la même période, et pour la première fois dans l'histoire économique de la Grèce, les biens manufacturiers exportés dépassent les biens agricoles. Le secteur économique est désormais dominé par les activités portuaires (la marine marchande grecque est alors en passe de devenir la première puissance maritime de l'époque, ce qui est aujourd'hui le cas), les chantiers publics et le secteur bancaire (structuré autour de la Piraeus Bank et de l'Alpha Bank qui sont les piliers du secteur bancaire hellénique).
On observe dans cette décennie un véritable exode des campagnes vers les villes face à la demande de main d'œuvre du secteur industriel.
La croissance économique se traduit par une urbanisation rapide (Athènes voit sa population croître à une forte vitesse, passant de 480 000 en 1950 à 600 000 en 1965).

### Dictature des Colonels (1967-1974)
Avec la dictature des colonels, le régime autoritaire mis en place freine considérablement le développement économique : pour la première fois depuis vingt ans, la croissance ralentit et le PIB progresse plus faiblement : on passe de 13,14 milliards de dollars USD en 1970 à 14,59 milliards USD en 1971. Également, la recherche et le développement restent largement en-dessous des standards européens car la dictature n'y accorde qu'une faible importance.
La dictature tombe le 25 juillet 1974 et la démocratie est restaurée. La Grèce rejoint l'Union européenne en 1981 puis adopte la monnaie unique en 2001. Une nouvelle période de prospérité s'amorce au début des années 1980 avec l'arrivée au pouvoir du socialiste Andréas Papandréou : le PIB passe de 54,482 milliards USD en 1979 à 97,891 milliards de dollars USD en 1990, pour atteindre les 150 milliards USD au début des années 2000. L'économie grecque contemporaine subit les conséquences de l'évolution économique mondiale, fortement ébranlée par la crise de 2008 et celle de la dette de la zone euro,.
La Grèce est alors une économie développée[réf. nécessaire], dispose d'universités techniques performantes (université de Patras) et d'une population dynamique (on passe de 8, 3 millions en 1960 à 8, 7 millions en 1970). Néanmoins, il faut bien garder à l'esprit que cette période de forte croissance est exceptionnelle : elle suit une période de troubles et de destructions sociales et économiques. La Grèce, comme beaucoup d'autres pays dans le monde, rattrape ce retard pour se hausser au niveau des principales économies mondiales[réf. nécessaire] : en Europe, l'Italie et l'Espagne sont dans une situation similaire, ainsi qu'en Asie le Japon, et la Corée du Sud. Le niveau de vie des Grecs s'est grandement amélioré et a suivi l'évolution des standards internationaux. La trop forte polarisation du monde politique grec a été un des facteurs de l'essoufflement de ce fort dynamisme économique[réf. nécessaire], à mettre en perspective avec la situation économique mondiale : ralentissement de l'économie américaine (Accords de la Jamaïque), premier et second choc pétrolier (1973 et 1979), crise chypriote de 1974.
Pour autant, de nouveaux problémes sont apparus : fuite de la population active vers les villes en quête de travail, abandons des villages et bouleversements familiaux traditionnels, inégalités en hausse inhérentes à la société capitaliste,,.

## Évolution de la croissance
La croissance grecque a été en constante évolution depuis la fin de la guerre civile. L'économie grecque se modernise en deux temps : d'abord, la période de la reconstruction (jusqu'au milieu des années 1970) puis dans un second temps une période fort dynamisme industriel (années 1980 jusqu'aux années 2000).
| 1960  | 1962  | 1964 | 1966  | 1968   | 1970  | 1972   | 1974   | 1976   | 1978  | 1980  | 1982   |
| ----- | ----- | ---- | ----- | ------ | ----- | ------ | ------ | ------ | ----- | ----- | ------ |
| 4,335 | 5,213 | 6,67 | 8,592 | 10,091 | 13,14 | 16,886 | 25,351 | 31,153 | 44,27 | 56,83 | 54,618 |